# Roger O. Isaacs
Roger O. Isaacs (* 1970 Kapské Město) je jihoafrický zpěvák – kontratenor a operní pěvec.

## Život a činnost
Pochází z Kapského Města v Jihoafrické republice, kde ukončil hudební vzdělání na South African College of Music na Univerzitě v Kapském Městě. Jeho sólová kariéra úspěšně započala ještě ve vlasti a zahrnovala repertoár od hudby starých mistrů až po díla skladatelů dvacátého století. Isaacs má na svém kontě řadu televizních a rozhlasových vystoupení s jihoafrickou Broadcasting Corporation včetně světové premiéry African Mass od Petera Klatzowa.
Od svého amerického sólového debutu v roce 1996 Isaacs vystupuje jako sólista v nejvýznamnějších pěveckých tělesech na východním pobřeží Spojených států. Jeho vystoupení se uskutečnila např. v Centru J. F. Kennedyho – Washingtonské národní opeře, v koncertním sále ve Washingtonské národní katedrále, v Národní galerii ve Washingtonu, v kostele svatého Tomáše v New Yorku, v bazilice Neposkvrněného početí Panny Marie ve Washingtonu a v Bílém domě.
V kulturní příloze deníku Washington Post byl Roger Isaacs označen jako "zcela mimořádný kontratenor nejen pro výjimečnou kvalitu hlasu, ale i pro své mistrovské podání barokní hudby", což mu otevřelo cestu k nabídkám interpretace různorodého repertoáru.
Účinkoval např. v Monteverdiho Mariánských nešporách, v Bachově Mši h moll a Matoušových pašijích, v Händlově oratoriu Izrael v Egyptě, v Joshuovi či Mesiášovi a ve Vivaldiho Stabat Mater pro sólový alt.
Mezi jeho další počiny patří spolupráce se souborem Folger Consort of Paris na představení Music for the City of Light, vystoupení v Handelově Mesiášovi se souborem The Camerata Singers, v Pergolesiho Stabat Mater se souborem The Raven Consort a premiéra The Raven od Nicholase White. Isaacs také zpíval roli Cyruse v uvedení Handelova Belshazzara ve Freerově Galerii umění ve Washingtonu, stejně tak Purcellovy skladby upravené od Benjamina Brittena se souborem The Cantate Singers a Vivaldiho Gloria s hudebním uskupením Reston Chorale. 
Jeho nejnovější operní vystoupení zahrnuje roli Apollona v díle Benjamina Brittena Smrt v Benátkách a roli Oberona v kritiky oslavovaném uvedení opusu Benjamina Brittena Sen noci svatojánské Operou v Kapském Městě.
Roger Isaacs je aktivním členem souboru Národní galerie umění Vocal Ensemble (NGAVE), dále působí v The Washington Bach Consort a patří k hlavním pilířům sboru Washingtonské národní katedrály.